# James Parrott

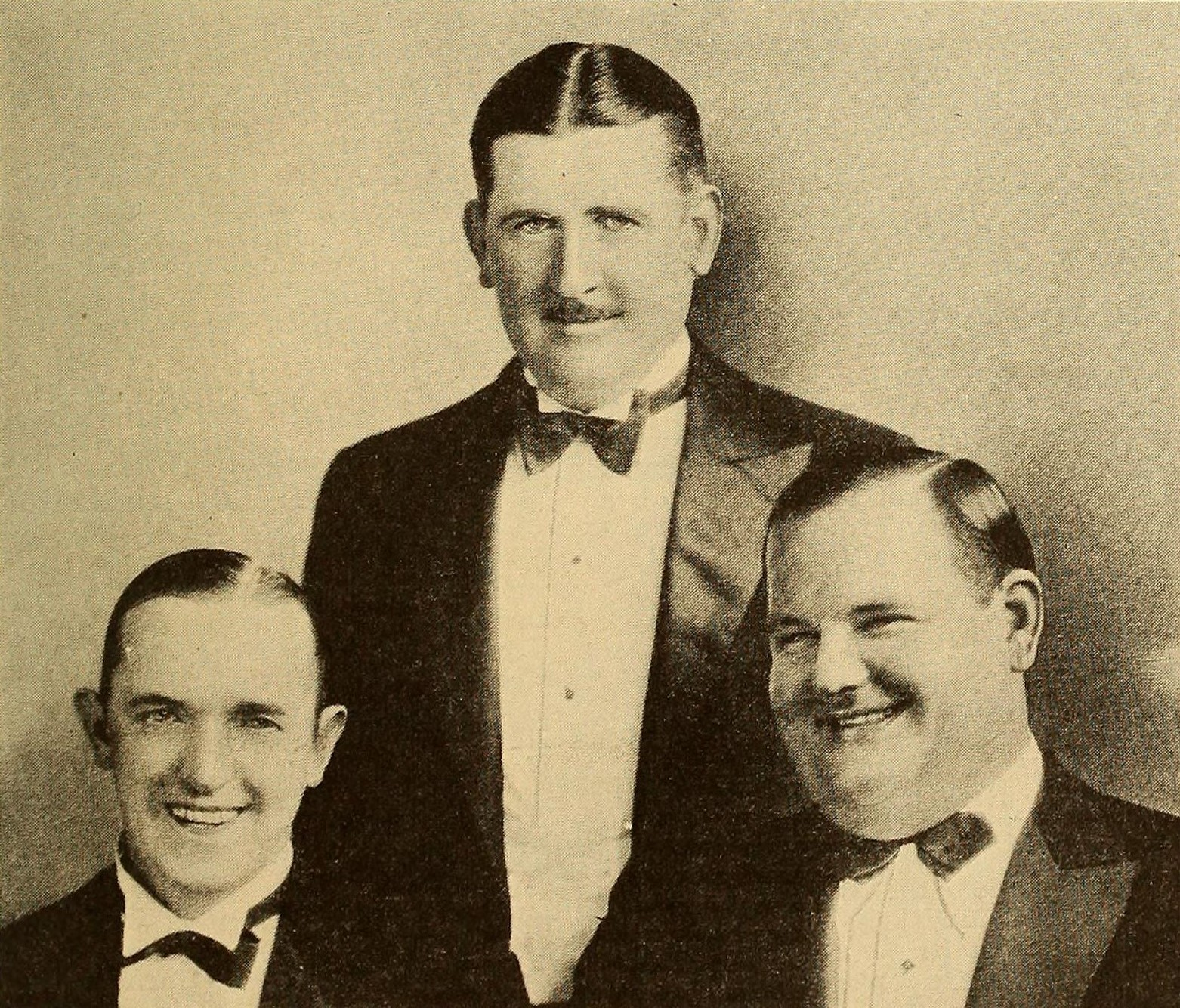
În sensul acelor de ceasornic din partea de sus: James Parrott, Oliver Hardy și Stan Laurel, cca. 1930

James Parrott (n. 2 august 1897, Baltimore, America Britanică⁠(d), Regatul Marii Britanii – d. 10 mai 1939, Los Angeles, California, SUA) a fost un actor și regizor de film american; și fratele mai mic al actorului de  filme de comedie Charley Chase. 

## Biografie

### Anii timpurii
James Gibbons Parrott s-a născut în Baltimore, Maryland, părinții săi fiind Charles și Blanche Thompson Parrott. În 1903, tatăl său a murit de un atac de cord, lăsând familia într-o formă financiară proastă, ceea ce i-a forțat să se mute cu o rudă. Charley Jr. a renunțat la școală, ca să poată lucra  pentru a-și susține mama și fratele. În cele din urmă, Charley Jr. a simțit chemarea scenei și a plecat de acasă la vârsta de 16 ani pentru a călători în circuit vodevil ca interpret și actor de comedie. Până când James a ajuns la adolescență, a renunțat și el la școală și s-a implicat în bandele de stradă din Baltimore. 
Mai târziu, conexiunile lui Charley în industria cinematografică l-au ajutat pe fratele său mai mic să se intre în industria filmului și el a apărut în anii 1920 într-o serie de comedii relativ de succes pentru producătorul Hal Roach. El a fost menționat mai întâi ca "Paul Parrott", apoi ca "Jimmie Parrott". Aproximativ 75 de comedii au fost produse între 1921 și 1923, cu titluri continuând să fie eliberate prin Pathé până în 1926. Co-vedetele frecvente au fost Marie Mosquini, Jobyna Ralston, Eddie Baker și Sunshine Sammy. 
Parrott este probabil cel mai cunoscut ca regizor de comedie. Sub numele „James Parrott“, s-a specializat în regizarea scurtmetrajelor pe două role a aventurilor lui Stan și Bran, inclusiv filmele clasice câștigătoare ale premiului Oscar Music Box și Helpmates. 

### Ultimii ani
În anii 1930, Parrott a avut probleme serioase legate de consumul de alcool și de droguri (medicamentele sale de dietă erau bazate pe amfetamină și, deși era încă capabil să regizeze scurtmetraje de calitate, a dobândit o faimă negativă de nesiguranță și a fost ocolit. La mijlocul anilor 1930, munca sa a fost sporadică: Stan Laurel l-a folosit uneori ca să contribuie cu gaguri la filmele cu Stan și Bran, de asemenea el a regizat un scurtmetraj Our Gang în 1934, plus câteva apariții acceptabile în seriile Thelma Todd - Patsy Kelly. 

### Moarte
În jurul anului 1937, Parrott a acceptat orice lucru care i-a fost oferit. El nu a mai putut regiza sau să scrie, și s-a bazat pe fratele său să-l sprijine financiar. A avut o scurtă căsătorie cu Ruby Ellen McCoy în 1937, dar cu timpul diversele sale dependențe s-au înrăutățit, la fel și starea sa de spirit. 
Parrott a murit la vârsta de 41 de ani de insuficiență cardiacă. Fratele său Charley a fost devastat și a murit 13 luni mai târziu. Se află îngropat în Forest Lawn Memorial Park din Glendale, același cimitir unde se odihnește și fratele său, Charley Chase. Moartea lui Parrott la 41 de ani a fost atribuită unui atac de cord, dar fostul asociat Hal Roach a susținut că s-a sinucis. Simțindu-se vinovat de sfârșitul tragic al fratelui său, Chase a băut până a decedat un an mai târziu. 

## Filmografie

### Actor
- 1918 : Hit Him Again
- 1918 : A Gasoline Wedding
- 1918 : Look Pleasant, Please
- 1918 : Here Come the Girls
- 1918 : Let's Go
- 1918 : On the Jump
- 1918 : Follow the Crowd
- 1918 : Pipe the Whiskers
- 1918 : It's a Wild Life
- 1918 : Hey There!
- 1918 : Kicked Out
- 1918 : Two-Gun Gussie
- 1918 : Fireman Save My Child
- 1918 : Sic 'Em, Towser
- 1918 : Somewhere in Turkey
- 1918 : An Ozark Romance
- 1918 : Kicking the Germ Out of Germany
- 1918 : That's Him
- 1918 : Bride and Gloom
- 1918 : Two Scrambled
- 1918 : No Place Like Jail
- 1918 : Why Pick on Me?
- 1918 : Just Rambling Along
- 1918 : Hear 'Em Rave
- 1918 : She Loves Me Not
- 1919 : An Auto Nut
- 1919 : Do You Love Your Wife?
- 1919 : Wanted - $5,000
- 1919 : Going! Going! Gone!
- 1919 : Hustling for Health
- 1919 : Hoots Mon!
- 1919 : I'm on My Way
- 1919 : The Dutiful Dub
- 1919 : A Sammy in Siberia
- 1919 : Young Mr. Jazz
- 1919 : Crack Your Heels
- 1919 : Ring Up the Curtain
- 1919 : Si, Senor
- 1919 : Pistols for Breakfast
- 1919 : Swat the Crook
- 1919 : Off the Trolley
- 1919 : At the Old Stage Door
- 1919 : A Jazzed Honeymoon
- 1919 : Count Your Change
- 1919 : Chop Suey & Co.
- 1919 : Heap Big Chief
- 1919 : Don't Shove
- 1920 : His First Flat Tire
- 1921 : Big Town Ideas
- 1922 : Try, Try Again
- 1922 : Paste and Paper
- 1922 : Loose Change
- 1922 : Rich Man, Poor Man
- 1922 : Stand Pat
- 1922 : Friday the Thirteenth
- 1922 : The Late Lamented
- 1922 : A Bed of Roses
- 1922 : The Sleuth
- 1922 : Busy Bees
- 1922 : The Bride-to-Be
- 1922 : Take Next Car
- 1922 : Touch All the Bases
- 1922 : The Truth Juggler
- 1922 : Rough on Romeo
- 1922 : Wet Weather
- 1922 : The Landlubber
- 1922 : Bone Dry
- 1922 : Soak the Shiek
- 1922 : Face the Camera
- 1922 : The Uppercut
- 1922 : Shiver and Shake
- 1922 : The Golf Bug
- 1922 : Shine 'Em Up!
- 1922 : Washed Ashore
- 1922 : Harvest Hands
- 1922 : The Flivver
- 1922 : Blaze Away
- 1922 : I'll Take Vanilla
- 1922 : Fair Week
- 1922 : The White Blacksmith
- 1922 : Fire the Fireman
- 1923 : Post No Bills
- 1923 : Watch Your Wife
- 1923 : Mr. Hyppo
- 1923 : Don't Say Die
- 1923 : Jailed and Bailed
- 1923 : A Loose Tightwad
- 1923 : Tight Shoes
- 1923 : Do Your Stuff
- 1923 : Shoot Straight
- 1923 : For Safe Keeping
- 1923 : Bowled Over
- 1923 : Get Your Man
- 1923 : The Smile Wins
- 1923 : Good Riddance
- 1923 : Speed the Swede
- 1923 : Sunny Spain
- 1923 : For Art's Sake
- 1923 : Fresh Eggs
- 1923 : Uncovered Wagon
- 1923 : For Guests Only
- 1923 : Live Wires
- 1923 : Take the Air
- 1923 : Finger Prints
- 1923 : Winner Take All
- 1923 : Dear Ol' Pal
- 1923 : Join the Circus
- 1924 : Get Busy
- 1925 : Whispering Lions
- 1925 : The Caretaker's Daughter
- 1925 : Are Parents Pickles?
- 1925 : Whistling Lions
- 1926 : Between Meals
- 1926 : Don't Butt In
- 1926 : Soft Pedal
- 1926 : Pay the Cashier
- 1926 : The Only Son
- 1926 : Hired and Fired
- 1926 : The Old War-Horse
- 1931 : Pardon Us
- 1934 : Washee Ironee

### Regizor
- 1921 : The Pickaninny
- 1922 : Mixed Nuts
- 1924 : Just a Minute
- 1924 : Hard Knocks
- 1924 : Love's Detour
- 1924 : The Fraidy Cat
- 1924 : Don't Forget
- 1925 : Should Sailors Marry?
- 1926 : The Cow's Kimona
- 1926 : On the Front Page
- 1926 : There Ain't No Santa Claus
- 1927 : Many Scrappy Returns
- 1927 : Are Brunettes Safe?
- 1927 : A One Mama Man
- 1927 : Forgotten Sweeties
- 1927 : Bigger and Better Blondes
- 1927 : Fluttering Hearts
- 1927 : What Women Did for Me
- 1927 : The Sting of Stings
- 1927 : The Lighter That Failed
- 1927 : Now I'll Tell One
- 1927 : Us
- 1927 : Assistant Wives
- 1927 : Never the Dames Shall Meet
- 1928 : All for Nothing
- 1928 : Galloping Ghosts
- 1928 : Their Purple Moment
- 1928 : Should Married Men Go Home?
- 1928 : Two Tars
- 1928 : Habeas Corpus
- 1928 : Chasing Husbands
- 1929 : Ruby Lips
- 1929 : Lesson No. 1
- 1929 : Happy Birthday
- 1929 : Furnace Trouble
- 1929 : Stewed, Fried and Boiled
- 1929 : Perfect Day
- 1929 : They Go Boom!
- 1929 : The Hoose-Gow
- 1930 : La Vida nocturna
- 1930 : Une nuit extravagante
- 1930 : Tiembla y Titubea
- 1930 : Der Spuk um Mitternacht
- 1930 : Radiomanía
- 1930 : Noche de duendes
- 1930 : Feu mon oncle
- 1930 : Night Owls
- 1930 : Blotto
- 1930 : Brats
- 1930 : Below Zero
- 1930 : Hog Wild
- 1930 : The Laurel-Hardy Murder Case
- 1930 : Another Fine Mess
- 1931 : La Señorita de Chicago
- 1931 : Los Presidiarios
- 1931 : Be Big!
- 1931 : The Pip from Pittsburgh
- 1931 : Monerías
- 1931 : Rough Seas
- 1931 : One of the Smiths
- 1931 : Pardon Us
- 1931 : The Panic Is On
- 1931 : Skip the Maloo!
- 1931 : What a Bozo!
- 1932 : Helpmates
- 1932 : The Music Box
- 1932 : The Chimp
- 1932 : County Hospital
- 1932 : Young Ironsides
- 1932 : Girl Grief
- 1932 : Now We'll Tell One
- 1932 : Mr. Bride
- 1933 : Twice Two
- 1933 : Twin Screws
- 1934 : Mixed Nuts
- 1934 : A Duke for a Day
- 1934 : Benny from Panama
- 1934 : Washee Ironee
- 1934 : Opened by Mistake
- 1935 : Treasure Blues
- 1935 : Sing, Sister, Sing
- 1935 : The Tin Man
- 1935 : The Misses Stooge
- 1935 : Do Your Stuff

### Scenarist
- 1925 : Chasing the Chaser
- 1925 : Unfriendly Enemies
- 1925 : Laughing Ladies
- 1926 : Your Husband's Past
- 1926 : Wandering Papas
- 1926 : Say It with Babies
- 1926 : Never Too Old
- 1926 : Along Came Auntie
- 1926 : Should Husbands Pay?
- 1926 : Wise Guys Prefer Brunettes
- 1926 : Get 'Em Young
- 1926 : On the Front Page
- 1928 : Galloping Ghosts
- 1928 : Should Married Men Go Home?
- 1937 : Way Out West
- 1938 : Swiss Miss
- 1938 : Block-Heads